# César Robles Freyre
César Eleodoro Robles Freyre (Lima, 8 de julio de 1928 - Ibídem, junio del 2010) fue un ingeniero civil, economista y político peruano. Fue senador de la república de 1985 a 1990; y ministro de Economía y Finanzas del Perú durante el primer gobierno de Alan García, de mayo a septiembre de 1988.

## Biografía
Nacido en Barranco, siendo todavía muy joven se unió al partido aprista en 1945. Se recibió de ingeniero civil y economista, y su labor profesional estuvo mayormente relacionada con el petróleo, los transportes, la tecnología y la Amazonía.
En las elecciones de 1985 postuló al Senado por el partido aprista, ganando una curul con 21 648 votos preferenciales.
El 13 de mayo de 1988, pasó a ser ministro de Economía y Finanzas del primer gobierno de Alan García, en reemplazo de Gustavo Saberbein. Ante la escalada inflacionaria, continuó con la política de su antecesor, de ajustes graduales (incremento de precios, devaluación y posterior alza de salarios), que no dieron los resultados esperados. La política heterodoxa impulsada por el presidente García evidenciaba así su rotundo fracaso.
Su paso por la cartera de Economía y Finanzas, que duró apenas cuatro meses, fue anodino y acabó siendo reemplazado por Abel Salinas Izaguirre, que fue el ministro a quien correspondió dar el célebre “paquetazo” o ajuste drástico de la economía, el 6 de septiembre de 1988.
En junio del año 2010, César Robles Freyre falleció a los 81 años en la ciudad de Lima.